# Pye Henry Chavasse
Pye Henry Chavasse (Cirencester, 1810 — Edgbaston, 21 de setembro de 1879) foi um médico cirurgião e publicista, pioneiro no estudo da higiene materno-infantil.